# Pseudoliomesus ooides
Pseudoliomesus ooides är en snäckart som först beskrevs av Middendorff 1848.  Pseudoliomesus ooides ingår i släktet Pseudoliomesus och familjen valthornssnäckor.

## Underarter
Arten delas in i följande underarter:
- P. o. canaliculatus
- P. o. ooides